# Усть-Вілюйський хребет
Усть-Вілюйський хребет  (рос. Хребет Усть-Вилюйский, якут. Уус Бүлүү) — гірський масив у Якутії, Росія. Хребет в основному незаселений, є лише декілька занедбаних сіл.

## Географія
Усть-Вілюйський хребет — підхребет Верхоянського хребта, складова Східно-Сибірського нагір'я. Здіймається на південний захід від Верхоянського хребта, прямує над східним берегом річки Лена, навпроти гирла річки Вілюй? обмежує Центральноякутську низовину. Найвища точка хребта - безіменний пік, заввишки 998 м. Згідно з іншими джерелами, заввишки 813 м.
Хребет прямує паралельно хребту Кутургін, що здіймається на північний схід, за яким прямує хребет Бигин. Північно-західний кінець Чочумського хребта, який простягається далі на південний схід, здіймається від східного кінця Усть-Вілюйського хребта.

## Флора і фауна
Схили гір рівні і покриті модриновою тайгою. Тварини що зустрічаються в регіоні — лось, соболь, ондатра,  дикий північний олень, бурий ведмідь, росомаха, тетерев, глушець, орлан-білохвіст, орябок, баран сніговий, беркут, сапсан, Marmota camtschatica, казарка чорна і лебідь-кликун. 999,221 га хребту є заповідною зоною.